# العلاقات الأنغولية السلوفاكية
العلاقات الأنغولية السلوفاكية هي العلاقات الثنائية التي تجمع بين أنغولا وسلوفاكيا.

## مقارنة بين البلدين
هذه مقارنة عامة ومرجعية للدولتين:
| وجه المقارنة                                              | أنغولا           | سلوفاكيا                                                       |
| --------------------------------------------------------- | ---------------- | -------------------------------------------------------------- |
| المساحة (كم2)                                             | 1.25 مليون       | 49.03 ألف                                                      |
| عدد السكان (نسمة)                                         | 29.78 مليون      | 5.44 مليون                                                     |
| الكثافة السكانية (ن./كم²)                                 | 23.82            | 110.95                                                         |
| العاصمة                                                   | لواندا           | براتيسلافا                                                     |
| اللغة الرسمية                                             | اللغة البرتغالية | اللغة السلوفاكية                                               |
| العملة                                                    | كوانزا أنغولي    | كرونة سلوفاكية، يورو                                           |
| الناتج المحلي الإجمالي (بليون دولار)                      | 124.21 مليار     | 95.77 مليار                                                    |
| الناتج المحلي الإجمالي (تعادل القوة الشرائية) بليون دولار | 184.83 مليار     | 162.34 مليار                                                   |
| الناتج المحلي الإجمالي الاسمي للفرد دولار أمريكي          | 4.10 ألف         | 16.09 ألف                                                      |
| الناتج المحلي الإجمالي للفرد دولار أمريكي                 |                  | 30.46 ألف                                                      |
| مؤشر التنمية البشرية                                      | 0.533            | 0.844                                                          |
| رمز المكالمات الدولي                                      | +244             | +421                                                           |
| رمز الإنترنت                                              | .ao              | .sk                                                            |
| المنطقة الزمنية                                           | ت ع م+01:00      | توقيت وسط أوروبا، ت ع م+01:00، ت ع م+02:00، أوروبا/براتيسلافا ‏ |

## منظمات دولية مشتركة
يشترك البلدان في عضوية مجموعة من المنظمات الدولية، منها:
| علم المنظمة | اسم المنظمة                        | تاريخ انضمام أنغولا | تاريخ انضمام سلوفاكيا |
| ----------- | ---------------------------------- | ------------------- | --------------------- |
|             | الاتحاد الدولي للاتصالات           | 13 أكتوبر 1976      | 23 فبراير 1993        |
|             | منظمة حظر الأسلحة الكيميائية       | ?                   | ?                     |
|             | منظمة التجارة العالمية             | ?                   | ?                     |
|             | منظمة الشرطة الجنائية الدولية      | ?                   | ?                     |
|             | الأمم المتحدة                      | 1 ديسمبر 1976       | 19 يناير 1993         |
|             | يونسكو                             | 11 مارس 1977        | 9 فبراير 1993         |
|             | البنك الدولي للإنشاء والتعمير      | 19 سبتمبر 1989      | 1993                  |
|             | وكالة ضمان الاستثمار متعدد الأطراف | 19 سبتمبر 1989      | 1993                  |
|             | مؤسسة التنمية الدولية              | 19 سبتمبر 1989      | 1993                  |
|             | مؤسسة التمويل الدولية              | 19 سبتمبر 1989      | 1993                  |
|             | الاتحاد البريدي العالمي            | ?                   | ?                     |

## وصلات خارجية
- موقع وزارة الخارجية الأنغولية
- موقع وزارة الخارجية السلوفاكية